# العلاقات الإندونيسية البيلاروسية
العلاقات الإندونيسية البيلاروسية هي العلاقات الثنائية التي تجمع بين إندونيسيا وروسيا البيضاء.

## مقارنة بين البلدين
هذه مقارنة عامة ومرجعية للدولتين:
| وجه المقارنة                                              | إندونيسيا         | روسيا البيضاء                    |
| --------------------------------------------------------- | ----------------- | -------------------------------- |
| المساحة (كم2)                                             | 1.90 مليون        | 207.60 ألف                       |
| عدد السكان (نسمة)                                         | 263.99 مليون      | 9.50 مليون                       |
| الكثافة السكانية (ن./كم²)                                 | 138.94            | 45.76                            |
| العاصمة                                                   | جاكرتا            | مينسك                            |
| اللغة الرسمية                                             | اللغة الإندونيسية | اللغة البيلاروسية، اللغة الروسية |
| العملة                                                    | روبية إندونيسية   | روبل بلاروسي                     |
| الناتج المحلي الإجمالي (بليون دولار)                      | 1.02 تريليون      | 54.44 مليار                      |
| الناتج المحلي الإجمالي (تعادل القوة الشرائية) بليون دولار | 2.85 تريليون      | 168.35 مليار                     |
| الناتج المحلي الإجمالي الاسمي للفرد دولار أمريكي          | 3.35 ألف          | 5.74 ألف                         |
| الناتج المحلي الإجمالي للفرد دولار أمريكي                 | 10.52 ألف         | 18.18 ألف                        |
| مؤشر التنمية البشرية                                      | 0.684             | 0.798                            |
| رمز المكالمات الدولي                                      | +62               | +375                             |
| رمز الإنترنت                                              | .id               | .by، .бел                        |
| المنطقة الزمنية                                           |                   | ت ع م+03:00                      |

## منظمات دولية مشتركة
يشترك البلدان في عضوية مجموعة من المنظمات الدولية، منها:
| علم المنظمة | اسم المنظمة                               | تاريخ انضمام إندونيسيا | تاريخ انضمام روسيا البيضاء |
| ----------- | ----------------------------------------- | ---------------------- | -------------------------- |
|             | مؤسسة التمويل الدولية                     | 23 أبريل 1968          | 2 نوفمبر 1992              |
|             | منظمة حظر الأسلحة الكيميائية              | ?                      | ?                          |
|             | الأمم المتحدة                             | 28 سبتمبر 1950         | 24 أكتوبر 1945             |
|             | الاتحاد الدولي للاتصالات                  | 1949                   | 7 مايو 1947                |
|             | منظمة الشرطة الجنائية الدولية             | 5 أكتوبر 1954          | ?                          |
|             | البنك الدولي للإنشاء والتعمير             | 13 أبريل 1967          | 10 يوليو 1992              |
|             | الاتحاد البريدي العالمي                   | ?                      | ?                          |
|             | المركز الدولي لتسوية المنازعات الاستشارية | 28 أكتوبر 1968         | 9 أغسطس 1992               |
|             | وكالة ضمان الاستثمار متعدد الأطراف        | 12 أبريل 1988          | 3 ديسمبر 1992              |
|             | يونسكو                                    | 27 مايو 1950           | 12 مايو 1954               |

## وصلات خارجية
- موقع وزارة الخارجية الإندونيسية
- موقع وزارة الخارجية البيلاروسية